# Provincia de An Giang
An Giang (en vietnamita: An Giang) es una de las provincias que conforman la organización territorial de la República Socialista de Vietnam.

## Geografía
An Giang se localiza en la región del Delta del Río Mekong (Đồng bằng sông Cửu Long). La provincia mencionada posee una extensión de territorio que abarca una superficie de 3.406,2 kilómetros cuadrados. Uno de los distritos de la provincia es Châu Phú.

## Demografía
La población de esta división administrativa es de 2.194.000 personas (según las cifras del censo realizado en el año 2005). Estos datos arrojan que la densidad poblacional de esta provincia es de 644,12 habitantes por cada kilómetro cuadrado.
- Datos: Q36592
- Multimedia: An Giang / Q36592